# Marta Lucía Ramírez
Marta Lucía Ramírez Blanco (Bogotá, 4 de julho de 1954) é uma advogada e política colombiana. Foi eleita vice-presidente da Colômbia em junho de 2018, tornando-se a primeira mulher eleita para o cargo.

## Biografia
Filha de Álvaro Ramírez Suárez e Alba Blanco Venturoli, Martha Lucía nasceu na cidade de Bogotá. Cursou Direito na Pontifícia Universidade Javeriana. Posteriormente fez especialização em Direito Comercial e Legislação Financeira.
Eleita Senadora da Colômbia, em 2006, Ramírez introduziu iniciativas legislativas para permitir que as mulheres pudessem atingir o posto de General nas Forças Militares da Colômbia, e a implantação do ensino de inglês nas escolas. Marta Ramírez foi a primeira mulher a assumir o Ministério da Defesa Nacional, assumindo de 2002 até 2003, no governo do Presidente Álvaro Uribe Vélez, e a segunda mulher na América latina a ocupar esse título. Ela também serviu como Ministra do Comércio exterior da Colômbia, de 1998 a 2002. Em 2002 foi embaixadora em Paris.

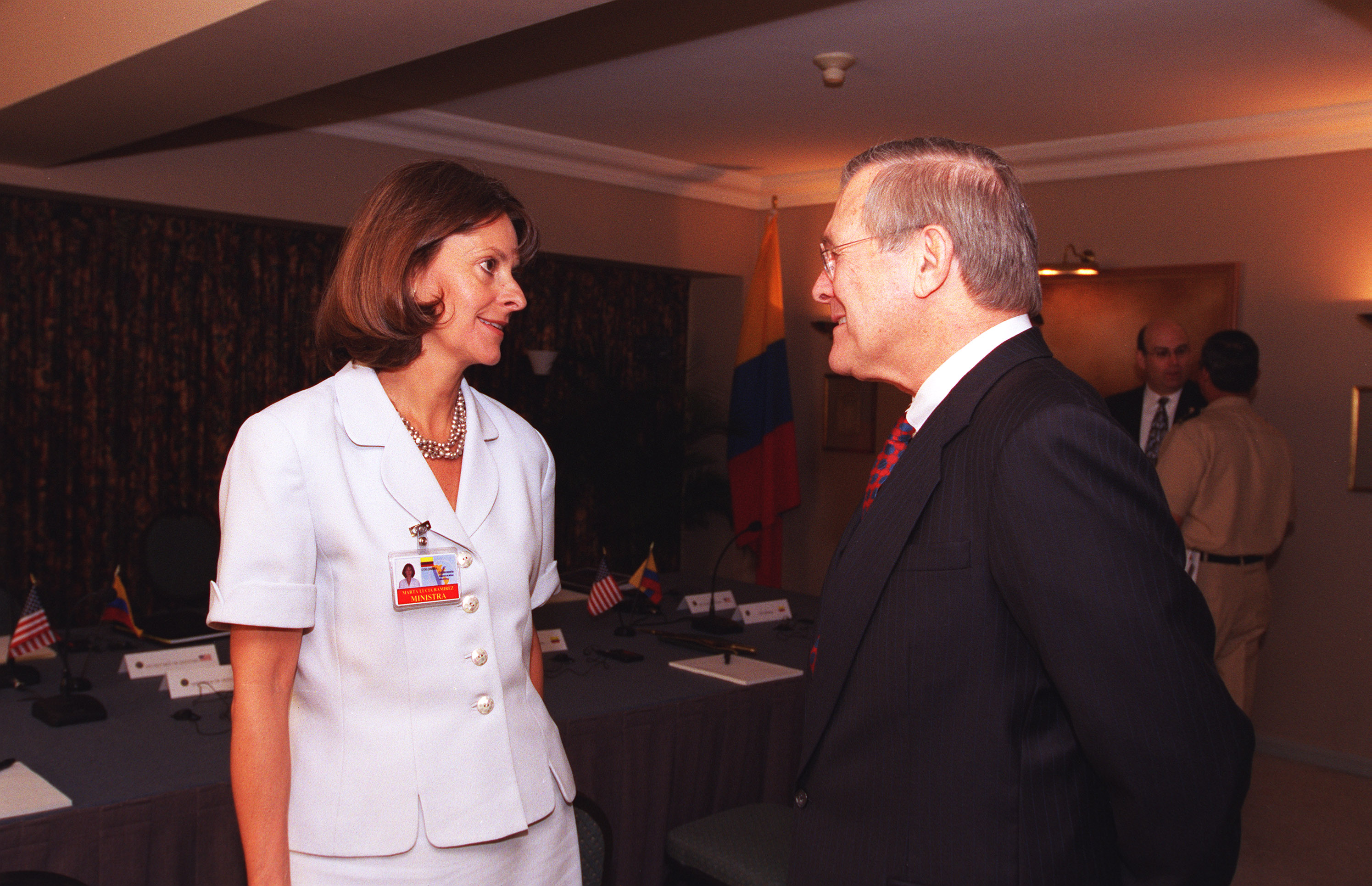
Ramírez com o Secretário de Defesa dos Estados Unidos, Donald Rumsfeld, em Santiago, Chile, em 2002.

Em 2009, ela renunciou ao Senado para ser candidata nas eleições presidenciais em 2010 pelo Partido Conservador. Em 2014, se candidatou nas eleições presidenciais, ficando em terceiro lugar no primeiro turno da eleição.

## Controvérsias
Em 2 de junho de 2020, o portal InsightCrime trouxe à tona a informação que Marta Lucía e o seu marido, Álvaro Rincón, compraram em 2006 uma propriedade em Bogotá do narcotraficante e ex-paramilitar Guillermo León Acevedo, vulgo Memo Fantasma.  Marta Lucía denunciou à Procuradoria-Geral da República da Colômbia o autor da reportagem, o jornalista britânico Jeremy McDermott, por atentar contra " a sua integridade moral, bom nome, dignidade e honra", mas após a repercussão não levou adiante o processo contra o jornalista Em entrevista a um programa da rádio La W, reconheceu que seu marido tinha feito negócios com Acevedo, mas ressaltou que não sabia se tratar de um criminoso e que no momento da transação ela não ocupava o Ministério da Defesa. Negou também ter recomendado os filhos de Acevedo ao Colégio Nueva Granada, um dos mais caros de Bogotá.